# Cynfelyn Drwsgl
Cynfelyn Drwsgl ap Cynwyd Cynwydion est un prince brittonique du Hen Ogledd du Ve siècle mentionné dans les généalogies et les Triades galloises.

## Contexte
Cynfelyn est surnommé Drwsgl, le sens moderne de l'épithète  « trwsgl » est « maladroit » mais dans le contexte il semble qu'il signifie probablement  « lépreux » ou le  « semblable ». 
Cynfelyn est l'un des  Hommes du Nord mentionnés dans le Bonedd Gwŷr y Gogledd comme le fils de Cynwyd Cynwydion, issu de la famille de Coel Hen Dans l'une des triades galloises il est considéré comme l'un des  « Trois Piliers de Combat » de l'île de Bretagne (Ynys Prydain)  Dans une autre il est mentionné avec Gwrgi, Peredur et Dunod Fawr  comme s'étant juché sur Cornan, le cheval d'Elydir Gosgorddvawr, pour apercevoir le nuage de poussière soulevé par  l'ost de Gwenddolau ap Ceidiaw lors de la Bataille d'Arfderydd. Il est de ce fait l'un des «Trois fardeaux de coursier» , 
Il semble par ailleurs être  vaguement décrit  comme l'un des sept fils d'Eliffer [Gosgorddfawr] dans un poème du Livre noir de Carmarthen qui fait référence à la Bataille d'Arfderydd alors qu'en fait, il serait son petit-neveu.

## Sources
- (en) Peter Bartrum, A Welsh classical dictionary: people in history and legend up to about A.D. 1000, Aberystwyth, National Library of Wales, 1993 (ISBN 9780907158738), p. 199 CYNFELYN DRWSGL ap CYNWYD CYNWYDION. (545)